# Резерват биосфере Мура-Драва-Дунав
Резерват биосфере Мура-Драва-Дунав је будући УНЕСКО прекогранични резерват природе, познат као „европски Амазон”. На овом подручју реке Мура, Драва и Дунав формирају 700 километара дуг зелени појас који ће се састојати од 13 заштићених подручја која повезују скоро милион хектара једног од најважнијих речних система у Европи. Резерватом ће заједно управљати државе Србија, Мађарска, Хрватска, Словенија и Аустрија. Постаће прво заштићено подручје у свету које обувата пет земаља и највеће у Европи.

## О „европском Амазону”
Мура, Драва и Дунав су прекограничне реке и пролазе кроз више различитих земаља, повезујући Алпе и Црно море. Оне доносе живот, преносе храњиве материје, дају воду за пиће и омогућују пољопривреду и риболов, а добар су темељ за развој одрживог туризма усаглашеног с очуваном природом. Реке повезују и људе који уз њих живе, не марећи за границе.
Реке Мура, Драва и Дунав, протичући кроз Аустрију, Словенију, Мађарску, Хрватску и Србију, чине еколошки најзначајнија речна подручја у Европи, такозвани „европски Амазон“. Њихови токови обухватају 700 км дугачак зелени појас који повезује преко 800.000 хектара вредних природних и културних подручја и чине једну од најлепших и најочуванијих речних плавних подручја у Европи. Ово подручје представља богатство биодиверзитета, окруженог богатим културним наслеђем и пружа дом бројним заштићеним врстама међу којима су орао белорепан и црна рода, видра и бројне врсте риба, птица и биљака. Повезаност речних екосистема од посебног је значаја за све врсте биљака и животиња које насељавају „Европски Амазон“. Због тога ће постати први прекогранични УНЕСКО резерва биосфере у пет земаља и симбол јединства међу њима. Границе резервата обухватају 13 заштићених подручја која представљају центре биолошке разноврсности централне и јужне Европе. Прве напоре у препознавању и заштити овог подручја као резервата биосфере направиле су још половином 90-их година 20. века међународне организације Еуронатур и Светска фондација за природу (WWF). Од 1993. године невладине организације, заједно са властима на локалном, регионалном и државном нивоу у овим земљама, заједно раде на заштити овог јединственог подручја. Тај је процес сада при крају, јер је службени процес номинације за УНЕСКО или у току, или је већ завршен у свим државама.Године 2012. УНЕСКО је прогласио Прекогранични резерват биосфере Мура-Драва-Дунав у Хрватској, а 2009. године у Мађарској, Светском природном баштином. Резерват биосфере на националном нивоу у Србији, Специјални резерват природе Горње Подунавље, одобрен је и додат на УНЕСКО листу резервата биосфере јуна месеца 2017. Словеначка номинација поднесена је почетком исте године, када је и аустријска била у припреми.
Еколошка вредност ове три реке има велики потенцијал да зближи пет земаља обухваћених резерватом биосфере. Њихова дугорочна заштита захтева велику локалну подршку и ангажовање људи у свих пет земаља. Влажна подручја су изузетно важна за биолошку разноврсност и осигуравају многе добробити и екосистемске услуге, попут одбране од поплава, воде за пиће, прочишћавања воде, туризма и рекреације, и других. Дуж Дунава је у последњих 150 година, од друге половине 19. века, уништено 80 одсто природних влажних подручја, као биолошки најпродуктивнијих станишта. Последице су вишеструке, а међу њима су смањење популација риба, нарушавање станишта која насељавају бројне врсте биљака и животиња, погоршање квалитета вода, као и смањење површина влажних станишта које су природни резервоари и значајно ублажавају утицај поплавних вода. Циљ Светскe фондацијe за природу је да заштити и обнови плавна подручја и природне токове Дунава, Драве и Муре, за добробит људи и природе. Како би се што боље припремили за будући резерват биосфере, државне институције у пет држава, заштићена подручја и невладин сектор, спроводе неколико ЕУ пројеката. Здрави и динамични речни екосистеми омогућујавају бројне добробити за локално становништво и стварају могућности за одрживи развој. Једино успешна прекогранична сарадња ће омогућити очување изузетне природне вредности и добробити које она пружа локалном становништву.

### Резервати у Србији
Србија је своју номинацију предала у септембру 2013. Једно од ових тринаест заштићених подручја је Специјални резерват природе Горње Подунавље, а номинацијом су обухваћени и Парк природе Тиквара и Специјални резерват природе Карађорђево.

## Дан „европског Амазона”
Светски фонд за природу, у партнерству са организацијом Еуронатур и многим другим, од 2013. године сваког 14. јула обележава Дан “европског Амазона” низом догађаја организованих дуж река Мура, Драва и Дунав. Датумје изабран у спомен на др Мартина Шнајдер-Јакобија, прерано преминулог зачетника идеје о пента-латералном прекограничном резервату биосфере, који је рођен на тај дан.

## Бициклистичка рута Европски Амазон
Бициклистичка рута Европски Амазон (енг. Amazon of Europe Bike Trail) је први пројекат који повезује пет земаља и ствара модел за одрживи економски развој ове регије, истовремено штитећи природно и културно наслеђе. Пројект повезује 15 пројектних партнера и 10 придружених партнера у циљу стварања модела за одрживу мобилност у будућем прекограничном резервату биосфере Мура-Драва-Дунав који се протеже у наведених пет земаља. Поред развоја туристичке понуде, пројекат ће ојачати кооперацију између појединих заштићених подручја у оквиру планираног прекограничног резервата биосфере, доприносећи његовој свеукупној успешности. Пројекат “Бициклистичка рута Европски Амазон” ће такође служити као платформа за одрживи развој подручја у оквиру заштићених зона, чинећи регион Мура-Драва-Дунав   природном дестинациојом за одмор.
Пројекат “Бициклистичка рута Европски Амазон” обухвата подручје на којем живи око милион становника и представља јединствену туристичку понуду ових предела. Засноване на природно оријентисаном водичу за посетиоце, постојеће бициклистичке руте ће бити повезане и опремљене инфраструктуром (одмаралишта, инфо табле, знакови, стајалишта), стварајући тиме више од 1400 км заједничке бициклистичке руте са обе стране реке Муре, Драве и Дунава. Пројекат је одобрен у оквиру Дунавског транснационалног програма.
У оквиру пројекта одржава се и Међународни бициклистички фестивал Европски Амазон се одржава од августа до октобра на подручју будућег 5-државног УНЕСКО резервата биосфере Мура-Драва-Дунав, кроз једанаест бициклистичких догађаја у Аустрији, Словенији, Мађарској, Хрватској и Србији.